# Hongkongs herrlandslag i ishockey
Hongkongs herrlandslag i ishockey representerar Hongkong i ishockey på herrsidan och kontrolleras av Hongkongs ishockeyförbund.

## Historik
Laget spelade sin första match den 12 mars 1987, då man spelade 2-2 mot Taiwan i Perth i en träningsmatch inför världsmästerskapets D-grupp , en turnering där Hongkong också deltog.

## VM-turneringar
- 1987 - D-VM i Australien - fyra (sist), 6 matcher, 0 segrar, 0 oavgjorda, 6 förluster, 1 gjort mål, 185 insläppta mål, 0 poäng.
- 2014 - VM Division III i Luxemburg - fyra, 5 matcher, 1 seger, 3 förluster, 1 sudden deaths-/straffläggningsseger, 0 sudden deaths-/straffläggningsförluster, 17 gjorda mål, 27 insläppta mål, 5 poäng.
- 2015 - VM Division III i Turkiet - fyra, 6 matcher, 3 segrar, 3 förluster, 0 sudden deaths-/straffläggningssegrar, 0 sudden deaths-/straffläggningsförluster, 30 gjorda mål, 30 insläppta mål, 9 poäng.
- 2016 - VM Division III i Turkiet - sexa (sist), 5 matcher, 0 segrar, 5 förluster, 0 sudden deaths-/straffläggningssegrar, 0 sudden deaths-/straffläggningsförluster, 10 gjorda mål, 40 insläppta mål, 0 poäng.

## VM-statistik

### 1987-2006
| VM-Turneringar    | Matcher | Segrar | Oavgjorda | Förluster | Gjorda mål | Insläppta mål | Poäng |
| ----------------- | ------- | ------ | --------- | --------- | ---------- | ------------- | ----- |
| A-VM              | 0       | 0      | 0         | 0         | 0          | 0             | 0     |
| B-VM/Division I   | 0       | 0      | 0         | 0         | 0          | 0             | 0     |
| C-VM/Division II  | 0       | 0      | 0         | 0         | 0          | 0             | 0     |
| D-VM/Division III | 6       | 0      | 0         | 6         | 1          | 185           | 0     |

### 2007-
| VM-Turneringar | Matcher | Segrar | Förluster | Sudden deaths-/Straffläggningssegrar | Sudden deaths-/Straffläggningsförluster | Gjorda mål | Insläppta mål | Poäng |
| -------------- | ------- | ------ | --------- | ------------------------------------ | --------------------------------------- | ---------- | ------------- | ----- |
| VM             | 0       | 0      | 0         | 0                                    | 0                                       | 0          | 0             | 0     |
| Division I     | 0       | 0      | 0         | 0                                    | 0                                       | 0          | 0             | 0     |
| Division II    | 0       | 0      | 0         | 0                                    | 0                                       | 0          | 0             | 0     |
| Division III   | 16      | 4      | 12        | 1                                    | 0                                       | 57         | 97            | 14    |

- ändrat poängsystem efter VM 2006, där seger ger 3 poäng istället för 2 och att matcherna får avgöras genom sudden death (övertid) och straffläggning vid oavgjort resultat i full tid. Vinnaren får där 2 poäng, förloraren 1 poäng.

### Fotnoter
1. ↑  ”National Teams of Ice Hockey”. Arkiverad från originalet den 5 mars 2016. https://web.archive.org/web/20160305134927/http://www.nationalteamsoficehockey.com/uploads/Hong_Kong_All_Time_Results.pdf. Läst 29 augusti 2011.
2. ↑  ”Hockeyarchives”. http://www.passionhockey.com/hockeyarchives/mondial1987.htm. Läst 29 augusti 2011.